# Nggalito Island
Nggalito Island är en ö i Fiji.   Den ligger i divisionen Västra divisionen, i den västra delen av landet, 150 km väster om huvudstaden Suva. Arean är 0,73 kvadratkilometer.
Terrängen på Nggalito Island är platt. Öns högsta punkt är 98 meter över havet. Den sträcker sig 0,8 kilometer i nord-sydlig riktning, och 1,3 kilometer i öst-västlig riktning.